# くじ

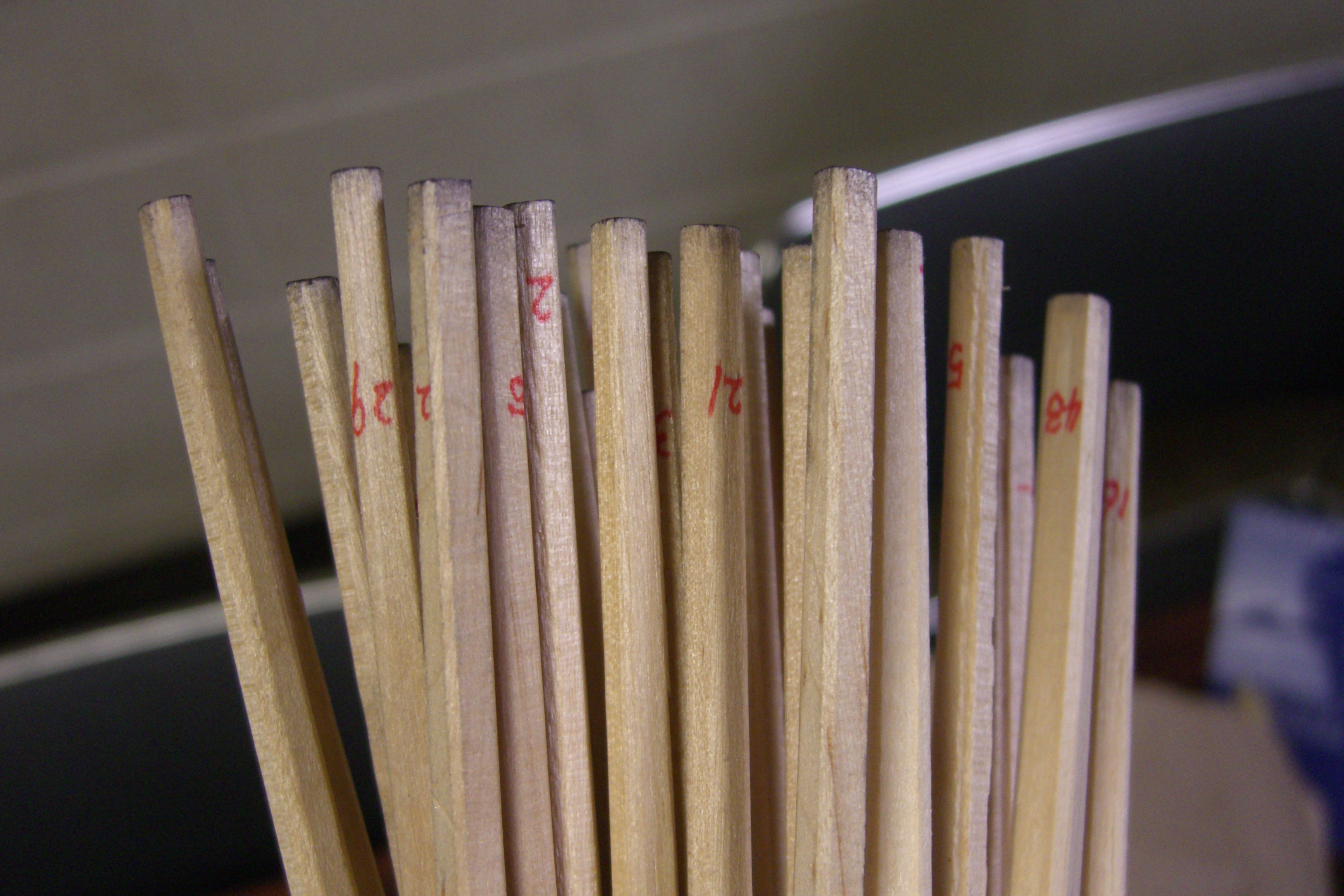
木の棒の先に異なる数字が書かれている。

くじ（籤・鬮）とは、正負や順序が割り当てられる対象について、その割り当て情報をあらかじめ与えずに選択させること、またはその対象のこと。割り当て情報は、対象に見えないよう封入されていてもよく、選択の後に無作為な手段で割り当ててもよい。日本語の「くじ」という言葉は10世紀頃からみられるようになり古くは「孔子」と表記された。
通常、くじ引きの確率はくじを引く順番にかかわらず平等である（確率保存）。宗教的に神の意志を問うために用いられることもあるが、世俗世界では確率の上で平等な割り当てを行うために用いられることが多い。この場合は結果について、あらかじめ公にされている単純な確率計算以上の予測を行えないことが必要である。
賭博の手段として用いられることもある。この場合は娯楽性を高めるため、戦略的な選択によって勝率を高められる可能性を持たせることもある。

## くじの機能
抽選
スポーツ大会の試合組み合わせの決定などに用いる。
#くじによる抽選の例を参照。
吉凶の判断
- おみくじ
- その他占い
  - 用具に石・貝殻・骨などを用いる場合は、特に宿っている霊力や精霊などを信じた占い的な要素が強くなる。

資金調達ないし集客
- 富くじ・富籤
  - 富札を発券して利益分配を行うもの。日本では富くじを発売・取次ぎ・授受した者は刑法第187条により処罰される。ただし、個別の法律によって合法化されている場合もあり、具体例として当せん金付証票法に基づき発行される宝くじがある。

- 福引
  - くじで利益分配を行うが富札を発売しないもの。

遊戯
- ビンゴ
- 紋合わせ

## くじの方法
くじ引き
- 一般的な「くじ引き」の方法は、紙片・木片・棒・電線・球体などを「くじ」とし、当たりとする特定の数だけ、文字・記号・色などにより印を付け、他のものと識別できるようにしたものを用意して対象者に引かせる。
- 「くじ」とする物から結果が直接わかるような方式の場合には、抽選箱や封筒などを用いて結果がわからないようにしておく必要がある。日本のプロ野球ドラフト会議では抽選箱が用いられている[2]。また、紙片や球体をケース内に飛ばしてそこから対象者にくじを引かせる抽選器としてエアー抽選器がある。

千本引き（千本吊り）
紐を多数用意して、それぞれ一端に直接商品を付けておき、もう一端を引かせることで行う福引の一種。
あみだくじ
抽選ボード
番号などで区分けされた板（多くは回転式）に向かって矢を放つもの。回転型の抽選ボードである風車盤は宝くじの抽選に用いられる。また、ダーツの矢を用いて福引などでも使用される。
新井式回転抽選器
六角形または八角形の抽選器を手で回転させて出てきた抽選球の色で決定する。
ビンゴマシン
抽選器を回転させて出てきた球体の番号で決定する。
電子式抽選器
番号を電子的にランダムに抽出するもの。

## くじによる抽選の例

### 歴史
ユダヤ教、キリスト教のくじ
　旧約聖書のレビ記16章6〜10節、箴言18章17～18節、新約聖書の使徒行伝のマッテヤにもあるように、古代ユダヤ社会にもくじが存在した。祭司を決定するとき、エポデに装飾される宝石を用いてくじが用いられた。紀元60年のユダヤ戦争でも、マサダで自害する兵士たちはくじを用いたとユダヤ古代誌で記述がある。
古代アテネの公職者選出
古代アテネでは、一部を除く公職者は、希望する市民の中からくじで選ばれた。
天皇の決定
1242年、仁治三年の政変において幕府側は鶴岡八幡宮でくじ引きを行ったとされる（後嵯峨天皇が即位）。
将軍の決定
室町幕府では将軍後継者（6代将軍）の決定のため、石清水八幡宮においてくじ引きが行われた。室町幕府4代将軍足利義持は子の5代将軍義量に先立たれた後も、後継者を定めず自ら政務を執り続けたため後継者が定まらず、危篤状態に至った際に、側近の三宝院満済や管領畠山満家らが義持の4人の弟の中からくじ引きによって後継を選ぶことを承諾させた。義持の死後、石清水八幡宮において神籤が催され、義持の弟の中から青蓮院義円（のち足利義教）が選ばれて6代将軍となった。
元号の決定
元号の明治は、前越前藩主松平春嶽が選んだ候補の中から、明治天皇が宮中賢所でくじを引いて決定された。

### 制度
皇室会議の議員のうち皇族議員及び予備議員の当選人の決定
互選で得票数が同じ場合はくじによって決定する（皇室会議議員及び予備議員互選規則第17条、第23条）。
内閣総理大臣指名選挙
指名選挙では、上位2名による決選投票でも獲得数が同数の場合はくじ引きとなる。方法は、黒玉と白玉を銀紙に包み、それを抽選箱に入れ引いてもらい、黒玉を引いたものがその院における内閣総理大臣指名となる。ただし、これまで内閣総理大臣指名選挙において、抽選で総理大臣の指名が決まった例は1度も無い。
公職選挙法上の選挙運営に伴うくじ引き
選挙の公正を期するため、「受付開始時点で受付場所にいた候補者の届出順」「投票台に書かれる候補者の順番」「選挙公報の掲載順」「立会人に定数を超える届け出があった場合の選出」などはくじ引きにより決定される。
公職選挙法上の選挙における得票数が同じ場合の当選人の決定
得票数が同じ場合は選挙会において選挙長がくじによって当選人を決定する（公職選挙法第95条）。同法では、抽選の方法自体は規定されていないが、抽選器を用いる例が多い。以下は実際の例。
- 2010年大鰐町長選挙
- 2011年渋谷区議会議員選挙
- 2014年舞鶴市議会議員選挙
- 2015年滑川町議会議員選挙
- 2015年大樹町議会議員選挙
- 2015年熊本市議会議員選挙
- 2017年飯南町議会議員選挙
- 2019年相模原市議会議員選挙
- 2022年匝瑳市議会議員選挙

両院協議会の初会の議長の決定
衆議院と参議院の各議院の協議委員においてそれぞれ互選された両院協議会の議長（交代制）の初会の議長はくじによって決定する（国会法第90条）。
普通地方公共団体の長に事故があるとき又は欠けたときの職務代理者の決定
職務代理者（副知事あるいは副市町村長）が複数あり、長が代理の順序を予め定めておらず、また、職務代理者の間での席次の上下が明らかでなく、さらに年齢が同じである場合にはくじによって決定する（地方自治法第152条）。
地方自治体議会
選挙終了後初めて行う本会議では議長選出選挙を行うが、その際、最多得票者が複数いて法定得票を上回り、かつ得票が同数の場合はくじ引きとなる。
選挙管理委員会の選挙管理委員及び補充員の当選人の決定
得票数が同じ場合はくじによって決定する（地方自治法施行令第134条）。
選挙管理委員会に欠員を生じた場合に補充する補充員の決定
候補となる補充員が複数おり、その補充員の選挙の時が同時であるときは得票数により、得票数が同じであるときはくじによって決定する（地方自治法第182条）。
裁判員等の決定
裁判員候補者予定者の選定（裁判員の参加する刑事裁判に関する法律第21条）、呼び出すべき裁判員候補者の選定（裁判員の参加する刑事裁判に関する法律第26条）、裁判員の選定（裁判員の参加する刑事裁判に関する法律第37条）、選定予定裁判員の選定（裁判員の参加する刑事裁判に関する法律91条）にくじが用いられる。
検察審査員等の決定
検察審査員候補者の選定（検察審査会法第10条）、検察審査員及び補充員の選定（検察審査会法第13条）、補充する補充員の選定（検察審査会法第18条）、追加補充員の選定（検察審査会法第19条）、臨時に検察審査員の職務を行う者の選定（検察審査会法第25条）にくじが用いられる。
最高裁判所裁判官国民審査の告示の順序
審査に付される裁判官が複数あるときは中央選挙管理会がくじで決定した順序による（最高裁判所裁判官国民審査法施行令第1条）。
公売における落札者等の決定
落札となる同価の入札をした者が複数ある場合の落札者の決定にくじが用いられる（地方自治法施行令第167条の9）
商標登録
特許庁長官に同年同日に競合する同名の商標が出願された場合で、商標登録出願人の協議が成立せず、出願の放棄・取り下げ・却下等がない場合には、くじによって商標登録を受ける者を決定する（商標法第8条）。
東京大学総長選挙
1989年（平成元年）に行われた東京大学の総長選挙は激戦となり、理学部有馬朗人教授と教養学部本間長世教授との間で行われた決選投票でも、ともに586票の同数を得て勝負がつかなかった。選考内規により、くじ引きが行われた結果、有馬が第24代東京大学総長に決定した。
プロ野球ドラフト会議
複数球団が同一選手を指名した場合くじ引きとなる。「交渉権獲得」の判が押してあるのが当たりである。
タイ王国軍の徴兵
志願兵以外の徴兵対象者は、徴兵対象年齢に達すると、毎年各州の講堂に集められくじを引かされる。引いたくじによって、陸軍、海軍、空軍のいずれかの軍に徴兵されることになる。なお、徴兵免除のくじも存在しており、これはあまりにも徴兵対象者が多いための措置である。
自民党参議院議員会長選挙
2010年（平成22年）に行われた自民党の参議院議員総会長選挙は、主要3派の派閥支持を受けた当時参議院幹事長の谷川秀善と「派閥均衡や年功序列によらない人事」を掲げた中曽根弘文の間で行われた投票で、ともに40票の同数だったため、くじ引きによる決選が行われた結果、中曽根が参議院議員会長に決定した。
公営住宅の入居
公平性を高めるため一般公開による厳正な抽選で実施され、抽選器によって当選者を決定することになっている。なお、2020年以降は新型コロナウイルスの感染防止策として、非公開抽選で当選者を決定している。

## くじの語源
「くじ」の語源には多くの説があり、串が語源であるという「串」説、結び目を解くための道具が語源であるという「抉り」説、公事を決めたことに由来する「公事」説、奇なことを起こすことに由来する「奇し」説、中国の円盤のくじの「「鬮（ク）」に小さい意味の「子（児）」を付けた「鬮子（児）」説などがある。

## くじの表記
漢字では、籤・鬮・孔子の字が当てられる。手書きで漢字を書く場合、籖・䰗・䦰と一部分を略して書くこともある。英語では「Sortition」、漢語では「抽籤（ちゅうせん）」と訳されるが、「籤」が当用漢字に含まれていなかったため、「抽せん」とまぜ書き表記される（常用漢字でも同様である）。「抽選」という表記もあり、日本新聞協会ではこれを代用表記として定めている（ただしそれ以前から存在する表記であり、新たに作ったわけではない）。